# Vejlerne
Koordinaten: 57° 5′ 38″ N, 9° 3′ 20″ O
Vejlerne ist ein großes Feuchtgebiet zwischen Lønnerup Fjord im Westen, Lund Fjord im Norden, Bygholm Vejle im Osten und dem Limfjord im Süden, auf der nordjütischen Insel Vendsyssel-Thy in Dänemark.

## Geschichte
Nach dem Verlust von ertragreichen Landwirtschaftsflächen im Süden Jütlands nach dem Krieg mit Preußen bemühte sich der dänische Staat, die Urbarmachung bisher nicht genutzten Geländes voranzutreiben.
In diesem Zusammenhang unternahm man auch den Versuch, einen unter Meereshöhe gelegenen Seitenarm des Limfjord trockenzulegen. Diesen Plan gab man erst im Jahr 1916 auf, wonach das Gebiet wieder der natürlichen Entwicklung überlassen wurde. 1960 wurde schließlich eine 6.000 Hektar große Fläche unter Naturschutz gestellt.

## Natur

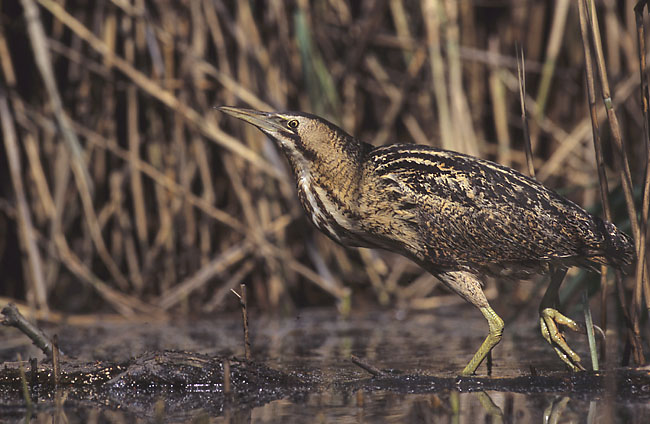
Die Rohrdommel brütet in Vejlerne

Das Gebiet setzt sich aus flachen Seen, breiten Schilfzonen und angrenzenden Sümpfen zusammen. Die Schilfbestände bilden das größte Vorkommen ihrer Art in Dänemark.
Aufgrund der hier brütenden und rastenden Vogelarten gilt es als Feuchtgebiet internationaler Bedeutung. Zu den seltenen hier vorkommenden Vogelarten gehören Rohrdommel, Graugans, Trauerseeschwalbe, Seeadler und Wanderfalke, Kraniche und Löffler können beobachtet werden. Außerdem leben hier Fischotter.

## Tourismus
Das Gebiet selbst kann nicht betreten werden. An den Schutzgebietsrändern und auf einem Damm gibt es jedoch eigens eingerichtete Beobachtungshütten. An der Hauptstraße zwischen Thisted und Fjerritslev findet sich ein Naturcenter mit informativer Ausstellung zum Gebiet.

## Galerie

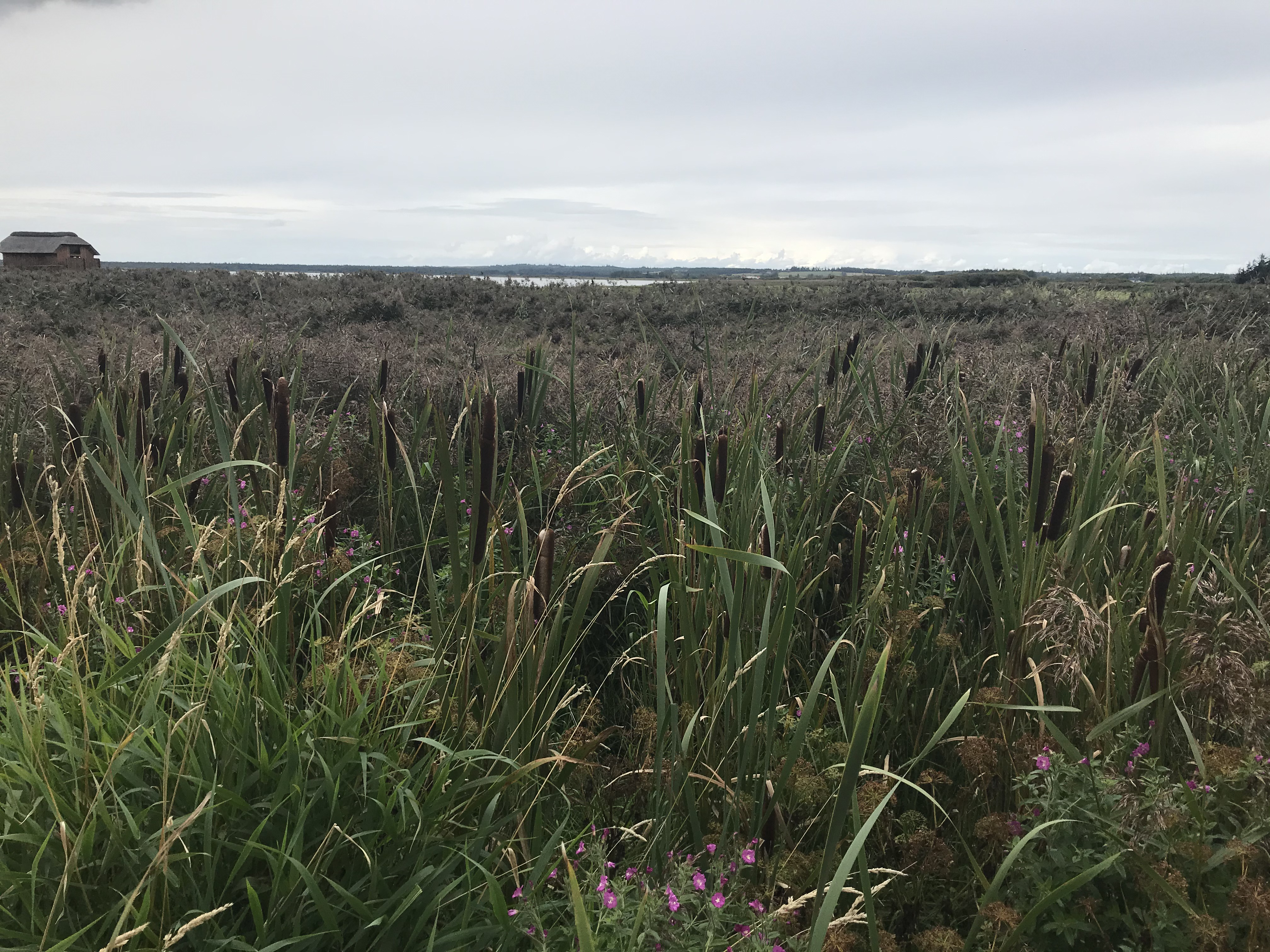
Der dichte Schilfgürtel
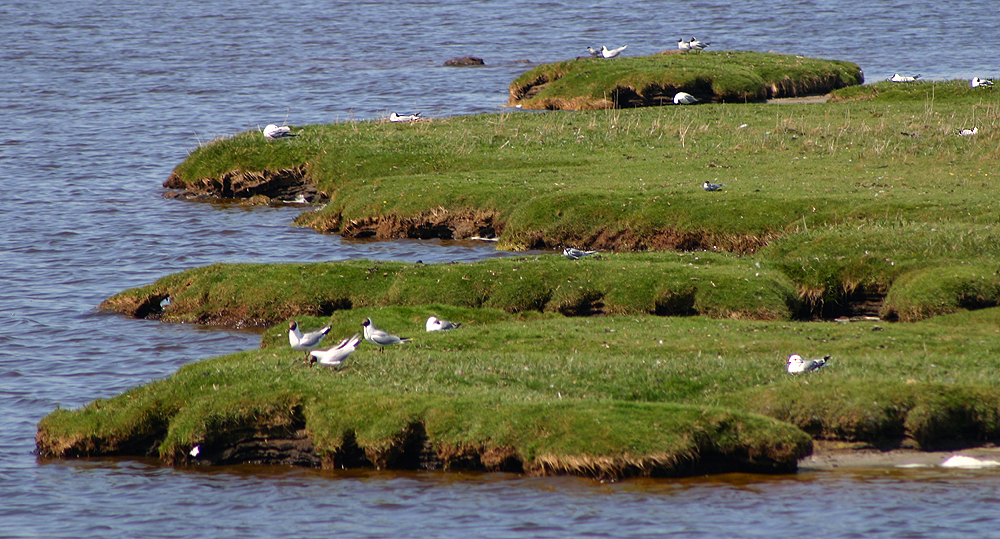
Vögel am Ufer
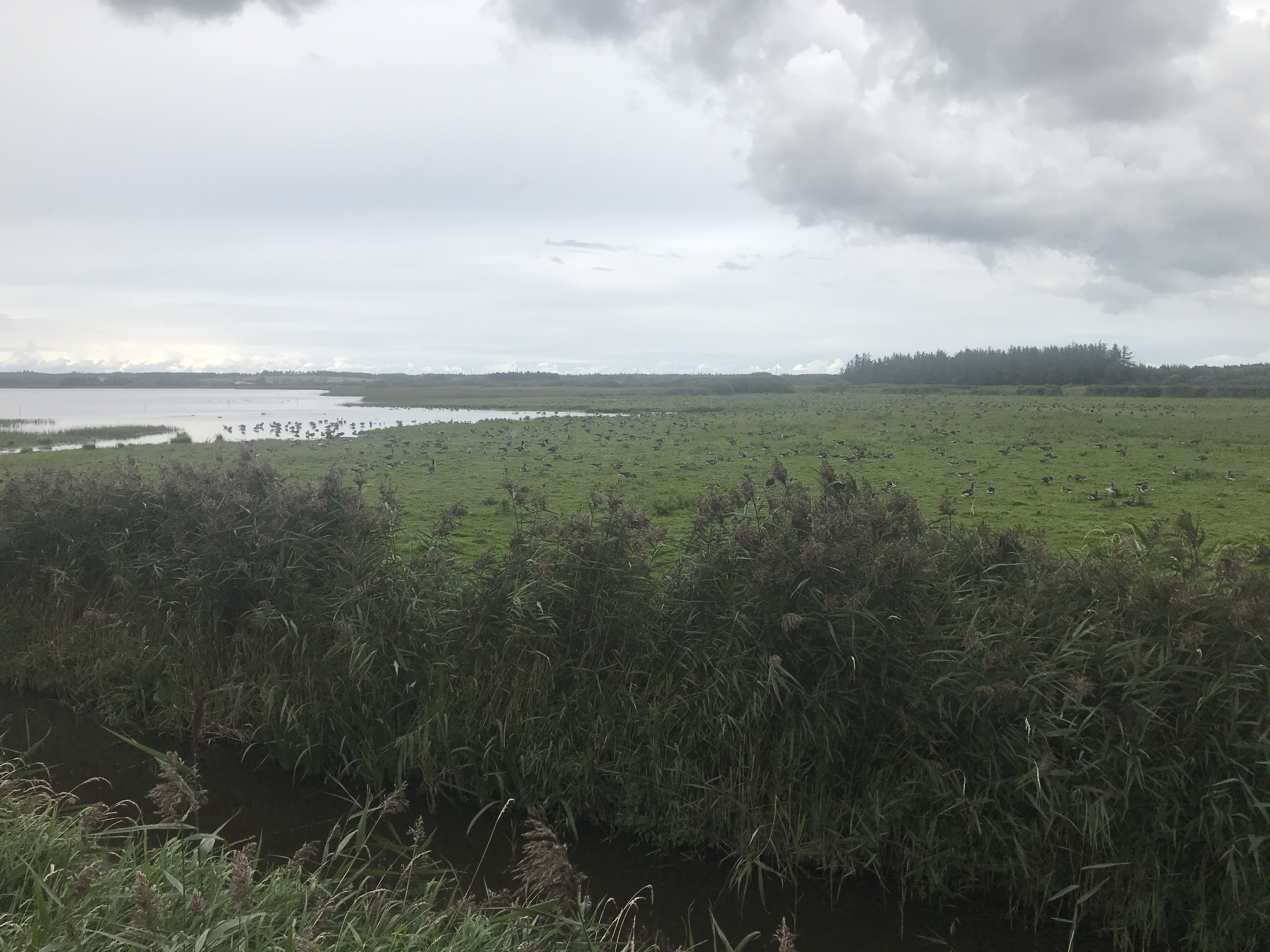
Sicht auf Vögel vom Beobachtungsposten aus
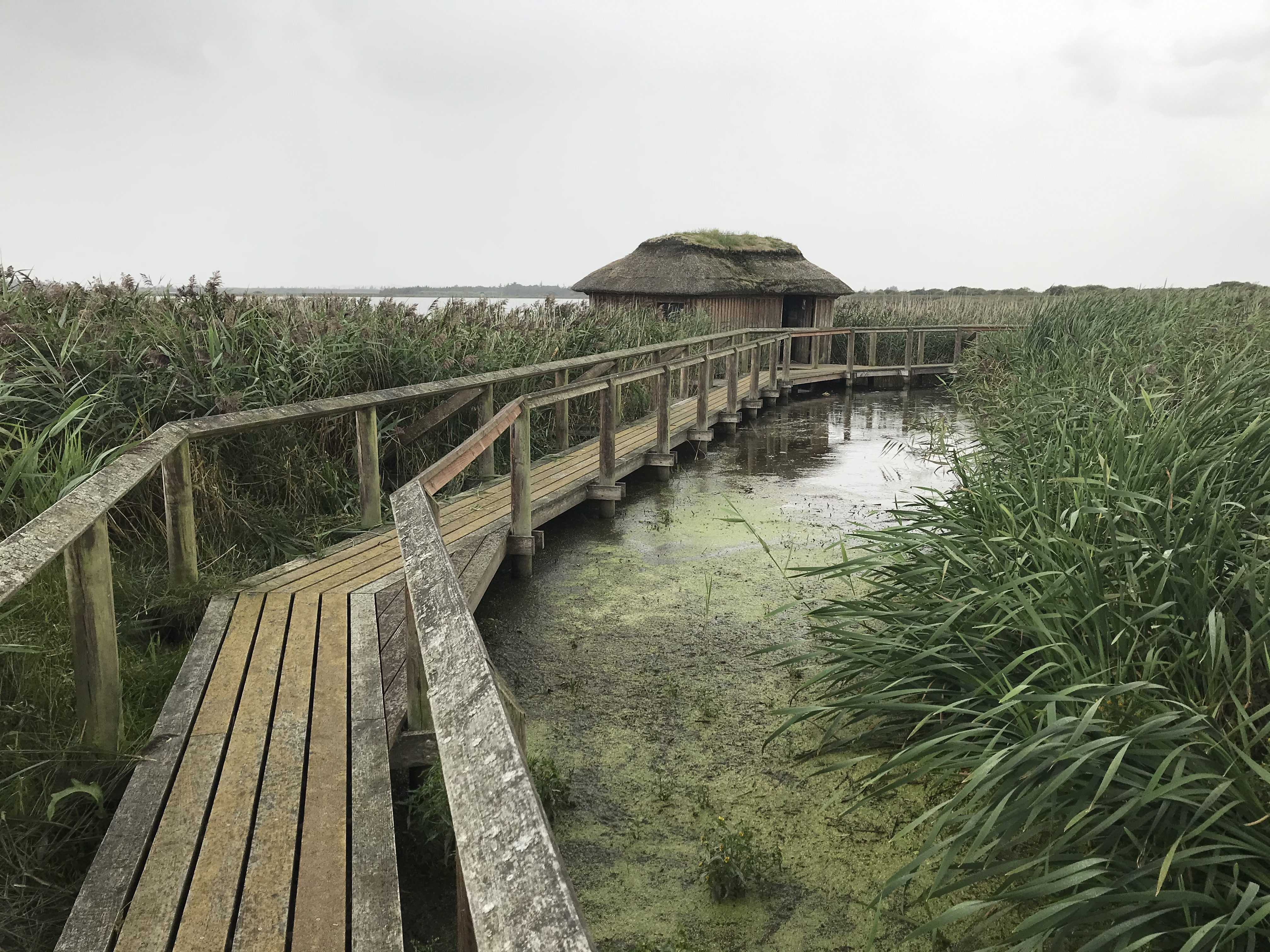
Holzsteg durch den Sumpf/ Schilfgürtel und eine der Hütten zur Vogelbeobachtung